# Аман Сехрават
Аман Сехрават (англ. Aman Sehrawat; нар. 11 липня 2003) — індійський борець вільного стилю, багаторазовий чемпіон світу та Азії в молодших вікових групах, чемпіон Азії серед дорослих, бронзовий призер Азійських ігор, бронзовий призер Олімпійських ігор.

## Життєпис
Тренується на стадіоні Chhatrasal в Делі під керівництвом Лаліта Кумара.

## Спортивні результати на міжнародних змаганнях

### Виступи на Олімпіадах
| Змагання                    | Збірна | Вагова категорія          | Місце  |
| --------------------------- | ------ | ------------------------- | ------ |
| Літні Олімпійські ігри 2024 | Індія  | вільна боротьба, до 57 кг | Бронза |

### Виступи на Чемпіонатах світу
| Змагання                        | Збірна | Вагова категорія          | Місце |
| ------------------------------- | ------ | ------------------------- | ----- |
| Чемпіонат світу з боротьби 2023 | UWW    | вільна боротьба, до 57 кг | 11    |

### Виступи на Чемпіонатах Азії
| Змагання                       | Збірна | Вагова категорія          | Місце  |
| ------------------------------ | ------ | ------------------------- | ------ |
| Чемпіонат Азії з боротьби 2023 | Індія  | вільна боротьба, до 57 кг | Золото |

### Виступи на Азійських іграх
| Змагання           | Збірна | Вагова категорія          | Місце  |
| ------------------ | ------ | ------------------------- | ------ |
| Азійські ігри 2023 | Індія  | вільна боротьба, до 57 кг | Бронза |

### Виступи на інших змаганнях
| Змагання                                                      | Збірна     | Вагова категорія          | Місце  |
| ------------------------------------------------------------- | ---------- | ------------------------- | ------ |
| Турнір Дана Колова — Николи Петрова 2022                      | Індія      | вільна боротьба, до 57 кг | Срібло |
| Турнір Яшара Догу 2022                                        | Індія      | вільна боротьба, до 57 кг | Бронза |
| Меморіал Болата Турлиханова 2022                              | Індія      | вільна боротьба, до 57 кг | Золото |
| Турнір Зухає Сгає 2022                                        | Індія      | вільна боротьба, до 61 кг | Срібло |
| Відкритий чемпіонат Загреба з боротьби 2023                   | Індія      | вільна боротьба, до 57 кг | Бронза |
| Турнір К. У. Кожомкула і Р. Санатбаєва 2023                   | Індія      | вільна боротьба, до 61 кг | 11     |
| Відкритий чемпіонат Загреба з боротьби 2024                   | Шаблон:UWW | вільна боротьба, до 57 кг | Золото |
| Олімпійський кваліфікаційний турнір з боротьби 2024 (Бішкек)  | Індія      | вільна боротьба, до 57 кг | 4      |
| Олімпійський кваліфікаційний турнір з боротьби 2024 (Стамбул) | Індія      | вільна боротьба, до 57 кг | Золото |
| Меморіал Імре Поляка та Яноша Варги 2024                      | Індія      | вільна боротьба, до 57 кг | Срібло |

### Виступи на змаганнях молодших вікових груп
| Змагання                                      | Збірна | Вагова категорія          | Місце  |
| --------------------------------------------- | ------ | ------------------------- | ------ |
| Чемпіонат світу з боротьби серед кадетів 2018 | Індія  | вільна боротьба, до 51 кг | Бронза |
| Чемпіонат Азії з боротьби серед кадетів 2018  | Індія  | вільна боротьба, до 52 кг | Золото |
| Чемпіонат Азії з боротьби серед кадетів 2019  | Індія  | вільна боротьба, до 55 кг | Золото |
| Чемпіонат світу з боротьби серед кадетів 2019 | Індія  | вільна боротьба, до 55 кг | Бронза |
| Чемпіонат Азії з боротьби серед кадетів 2019  | Індія  | вільна боротьба, до 41 кг | Срібло |
| Чемпіонат світу з боротьби серед кадетів 2021 | Індія  | вільна боротьба, до 48 кг | Золото |
| Чемпіонат Азії з боротьби серед молоді 2022   | Індія  | вільна боротьба, до 57 кг | Золото |
| Чемпіонат Азії з боротьби серед молоді 2022   | Індія  | вільна боротьба, до 57 кг | Бронза |
| Чемпіонат світу з боротьби серед молоді 2022  | Індія  | вільна боротьба, до 57 кг | Золото |